# Jan Bonny
Jan Bonny (* 1979 in Düsseldorf) ist ein deutscher Filmregisseur und Drehbuchautor.

## Leben und Wirken
Nach seinem Abitur am Görres-Gymnasium in Düsseldorf im Jahr 1998 studierte Jan Bonny von 2000 bis 2006 an der Kunsthochschule für Medien Köln und schloss das Studium mit dem Drehbuch zu seinem Spielfilm Gegenüber ab, der 2007 auf den Internationalen Filmfestspielen von Cannes und 2008 auf der Berlinale gezeigt wurde. 2009 nahm Bonny am Binger Filmlab in Amsterdam und dem Torino Filmlab in Turin teil.
Des Weiteren hat Bonny zahlreiche Werbespots mit Agenturen wie DDB Worldwide, Droga5, Jung von Matt, Heimat, Ogilvy & Mather und Saatchi & Saatchi gedreht. Anfangs entstanden die Werbespots in Zusammenarbeit mit Sonja Heiss unter dem Regiepseudonym Sonny & Bonny. Später übernahm Bonny auch die Regie bei Fernsehfilmen wie Ich, Ringo und das Tor zur Welt, Polizeiruf 110 – Der Tod macht Engel aus uns allen und Über Barbarossaplatz.
Gemeinsam arbeitete er mit Alex Wissel an dem Langzeitperformance-Film Single, der am 20. November 2015 beim Filmfestival We Are a Parasite on the Institution of Cinema, an Institution of Parasites im Wiener MUMOK seine Weltpremiere feierte. Eine weitere gemeinsame Arbeit mit Alex Wissel ist das Projekt Rheingold. Ihre Filme wurden u. a. im Haus der Kunst, der Julia Stoschek Collection, der Kunstsammlung Nordrhein-Westfalen und im Brüsseler SuperDeals gezeigt.
Bonnys Kinofilm Wintermärchen feierte 2018 seine Weltpremiere im internationalen Wettbewerb des Filmfestivals von Locarno.

## Filmografie (Auswahl)
- 2004: 2nd and A (Kurzfilm), (Drehbuch und Regie)
- 2006: Unser Reigen (Dokudrama), (Drehbuch)
- 2007: Gegenüber (Drehbuch und Regie)
- 2009: Wanna Be (Kurzfilm), (Drehbuch mit Christina Ebelt)
- 2010: Ich, Ringo und das Tor zur Welt (Fernsehfilm), (Drehbuch und Regie mit Oliver Schwabe)
- 2013: Polizeiruf 110: Der Tod macht Engel aus uns allen (Fernsehreihe), (Regie)
- 2015: Olli Schulz – Boogiemann (Musikvideo), (Drehbuch und Regie)
- 2015: Single (Dokumentar- und Experimentalfilm), (Regie mit Alex Wissel)
- 2016: Rheingold (Experimentalfilm), (Drehbuch mit Alex Wissel und Jens Schillmöller), (Regie)
- 2016: Über Barbarossaplatz (Fernsehfilm), (Regie)
- 2017: Tatort: Borowski und das Fest des Nordens (Fernsehreihe), (Regie)
- 2018: Polizeiruf 110: Das Gespenst der Freiheit (Fernsehreihe), (Regie)
- 2018: Wintermärchen (Drehbuch und Regie)
- 2019: Wir wären andere Menschen
- 2020: Tatort: Ich hab im Traum geweinet
- 2022: King of Stonks (Fernsehserie)
- 2024: Zeit Verbrechen (Miniserie, Regie bei Folge Der Panther)

## Theater
- 2024: Man muss sich Mephisto als einen glücklichen Menschen vorstellen, Düsseldorfer Schauspielhaus (nach dem Roman von Klaus Mann, Text – zusammen mit Jan Eichberg–, Regie)[6]

## Auszeichnungen (Auswahl)
- 2003: Nominierung für den First Steps Award für Hirsch in der Kategorie Werbespot
- 2007: Nominierung beim Europäischen Filmpreis in der Kategorie Bester Nachwuchsfilm für Gegenüber
- 2007: Nominierung für den First Steps Award für Gegenüber in der Kategorie Abendfüllender Spielfilm
- 2007: Nominierung für den Filmpreis Caméra d’Or in der Kategorie Bester Debütfilm für Gegenüber bei den Internationalen Filmfestspielen von Cannes
- 2007: Lobende Erwähnung der CICAE Jury Cannes für Gegenüber bei den Internationalen Filmfestspielen von Cannes[7]
- 2007: Gewinner des Förderpreises Deutscher Film in der Kategorie Drehbuch für Gegenüber beim Filmfest München
- 2007: Lobende Erwähnung der Jury auf dem Filmfestival Münster für Gegenüber
- 2008: Nominierung für den New Faces Award in der Kategorie Bester Debütfilm für Gegenüber
- 2014: Nominierung für den Grimme-Preis in der Kategorie Fiktion / Einzelsendungen für Polizeiruf 110: Der Tod macht Engel aus uns allen
- 2014: Gewinner des Jürgen-Roland-Preises für Polizeiruf 110: Der Tod macht Engel aus uns allen
- 2016: Gewinner des MuVi-Online-Publikumspreises bei den Oberhausener Kurzfilmtagen für das Musikvideo zu dem Lied Boogiemann von Oli Schulz
- 2017: Nominierung für den 3sat-Zuschauerpreis beim Fernsehfilmfestival Baden-Baden für Über Barbarossaplatz
- 2018: Nominierung für den Grimme-Preis in der Kategorie Fiktion für Tatort – Borowski und das Fest des Nordens
- 2018: Gewinner des Filmpreis NRW für den Besten Spielfilm beim Film Festival Cologne für Wintermärchen
- 2018: Nominierung für den Goldenen Leoparden beim Filmfestival von Locarno für Wintermärchen
- 2018: Nominierung in der Kategorie New Directors Competition beim São Paulo International Film Festival für Wintermärchen